# Аженкур, Жан Батист Серу
Жан Батист Луи Жорж Серу д’Аженкур (фр. Jean Baptiste Louis Georges Seroux d’Agincourt; 5 апреля 1730, Бове, Франция — 24 сентября 1814, Рим, Италия) — французский знаток истории искусств и исследователь древностей.

## Биография
Жан Батист Луи Жорж Серу д'Аженкур родился 5 апреля 1730 года в знатном пикардийском семействе, в городе Бове. Начинал карьеру кавалерийским офицером, но вскоре бросил военную службу, чтобы заняться воспитанием двух осиротелых племянников своих. Людовик XV дал ему в аренду право собирания податей, что доставило ему значительное состояние. Аженкур посвятил себя преимущественно изучению искусства, с каковою целью и объездил в 1777 году Англию, Нидерланды и Германию.
В октябре 1778 года он навсегда поселился в Италии, где и задумал написать историю искусства с IV по XVI век. Но так как он во время Великой французской революции потерял все своё состояние, то сочинение это могло быть окончено изданием только после его смерти, которая последовала 24 сентября 1814 года в Риме. Сочинение это вышло под следующим заглавием: «Histoire de l’art par les monuments depuis sa décadence au 4-e siècle jusqu’a son renouvellement au 16-e» (6 том., Париж, 1812—23, с 325 гравюрами in fol.; немецкий перевод Кваста под заглавием: «Sammlung der vorzüglichsten Denkmäler der Malerei» и т. д.; 2 т. таблиц, 1 т. текста, Берлин, 1840); оно принадлежит к лучшим работам по истории искусства в Средние века. Кроме того, нужно отметить его «Recueil de fragments de sculpture antique en terre cuite» (Париж, 1811).
Жан Батист Луи Жорж Серу д’Аженкур умер 24 сентября 1814 года в городе Риме.